# Sidi Chami
Sidi Chami là một đô thị thuộc tỉnh Oran, Algérie. Dân số thời điểm năm 2002 là 58.857 người.